# Любовь Мерьем
«Любовь Мерьем» (тур. Meryem) — турецкий телевизионный сериал. В России транслировался на телеканале «Домашний» в 2021.

## Сюжет
Мерьем (Айча Айшин Туран) и Октай (Джемаль Токташ) собирались пожениться, но неожиданные обстоятельства рушат все их планы и меняют жизнь. Октай — молодой прокурор, который успешно борется с преступностью, его ждёт блестящее будущее. Мерьем — очаровательная дочь пекаря. Однажды, возвращаясь с романтического ужина, Октай совершает наезд на женщину, которая неаккуратно переходила дорогу. Молодой человек малодушно убегает с места преступления, когда та умирает. Теперь его карьера, вся жизнь может пойти под откос. Мерьем, безумно любящая Октая, берёт на себя ответственность за эту аварию.
Отсидев срок за непреднамеренное убийство, Мерьем возвращается на свободу. Тюрьма оставила глубокий след в её душе. Кроме того, теперь на ней клеймо «убийцы», и есть тот, кто просто одержим местью за свою погибшую невесту, желая сделать все, чтобы жизнь Мерьем стала невыносимой…

## В ролях
| В ролях                  | Персонаж               |
| ------------------------ | ---------------------- |
| Фуркан Андыч             | Саваш Саргун           |
| Айча Айшин Туран         | Мерьем Акча            |
| Джемаль Токташ           | Октай Шахин            |
| Бестемсу Оздемир         | Белиз Билен            |
| Ачелья Топалоглу         | Дерин Беркер           |
| Угур Чавушоглу           | Юрдал Саргун           |
| Сема Озтюрк              | Тюлин Саргун           |
| Серенай Акташ            | Бурджу Актар           |
| Кенан Аджар              | Гючлю Текинер          |
| Бесте Канар/Озге Озаджар | Наз Саргун             |
| Серхат Онат              | Берк Билен             |
| Сонат Дурсун             | Рыза Кёксуз            |
| Неджми Япыджи            | Эртан                  |
| Айтен Унджуоглу          | Нуртен Шахин           |
| Ипек Тенолджай           | Сузан Шахика Хендерсон |
| Мутлу Гюней              | Ариф Акча              |

## Показ в других странах
| Страна    | Телеканал         | Дата премьеры   |
| --------- | ----------------- | --------------- |
| Турция    | Kanal D           | 2 августа 2017  |
| Пакистан  | Exspress TV       | 7 октября 2021  |
| Украина   | 1+1               | 23 апреля 2018  |
| Уругвай   | Canal 10          | 3 ноября 2020   |
| Мексика   | Imagen Television | 18 октября 2021 |
| Колумбия  |                   | 29 октября 2020 |
| Россия    | Домашний          | 4 сентября 2021 |
| Аргентина |                   | 29 октября 2020 |
| Испания   | Nova TDT          | 23 мая 2022     |